# كونتكست (محرر نصوص)
كونتيكست هو محرر نصوص مخصص لكتابة الشيفرة المصدرية لبرامج الحاسوب ويعمل على أنظمة ميكروسوفت ويندوز، يدعم كونتيكست العديد من لغات البرمجة من ناحية تمييز الصيغة بالإضافة إلى دعمه للعديد من اللغات البشرية في واجهة المستخدم الرسومية.

## المزايا والوظائف
نسرد تالياً مجموعة من المزايا والوظائف التي يقوم كونتيكست بدعمها:
- فتح عدد غير محدود من الملفات.
- تحرير الملفات الكبيرة الحجم (حجم الملف غير محدود ويمكنه تحرير «سطور» يصل حجم السطر فيها إلى 4 كيلوبايت).
- دعم تمييز الصيغة للغات برمجة متعددة منها:
  - سي شارب (#C).
  - سي (C).
  - سي++ (++C).
  - ديلفي (Delphi).
  - باسكال (Pascal).
  - جافا (Java).
  - جافاسكريبت (Javascript).
  - فيجوال بيسك (Visual Basic).
  - بيرل (Perl).
  - سي جي اَي (CGI).
  - أتش تي أم أل (HTML).
  - سي أس أس (CSS).
  - أس كيو أل (SQL).
  - فوكس برو (FoxPro).
  - لغة التجميع للمعالجات على هيكلية (80x86).
  - بايثون (Python).
  - بي أتش بي (PHP).
  - تي سي أل أو تيكل (TCL).
  - أكس أم أل (XML).
  - فورتران (Fortran).
- دعم تمييز الصيغة المعرف من قبل المستخدمين.
- دعم العديد من اللغات البشرية على واجهة المستخدم الرسومية ويشمل ذلك (الإنجليزية، الألمانية، الفرنسية، الكرواتية، الصينية، التشيكية، الدنماركية، الهولندية، الأستونية، الاسبرانتو، الإسبانية، الجاليكية، الإيطالية، الهنجارية، البرتغالية، الروسية، السلوفانية، البولندية، الليتوانية، اللاتيفية، والتركية)
- دعم تخصيص مساحات العمل للمشاريع المنفصلة (project workspaces support).
- دعم اليونيكود (تشفير UTF-8).
- دعم قوالب الشيفرات المصدرية.
- دعم تخصيص ملفات المساعدة لكل نوع ملف على حدة.
- دعم مستكشف الملفات مع قائمة المفضلة.
- دعم مقارنة الملفات.
- دعم تصدير (تحويل) الملفات إلى النوعين «أتش تي أم أل (HTML)» و «اَر تي أف (RTF)».
- دعم تحويل أنواع الملفات بين دوس ويونكس وماكينتوش.
- تذكر اَخر مكان في عملية التحرير لكل ملف على حدة.
- تحويل رموز الشيفرة المصدرية إلى تعليقات برمجية والعكس (commenting/uncommenting code).
- ترتيب النصوص.
- تعليم النصوص على النحوين:
  - أفقي عن طريق السطور.
  - عامودي عن طريق الأعمدة.
- الإشارات المرجعية.
- البحث والاستبدال عن طريق الكلمات أو الجمل وأيضاً دعمه للبحث والاستبدال عن طريق التعابير النمطية ويشمل ذلك جميع الملفات المفتوحة.
- البحث التصاعدي (أي أنه يبدأ البحث من أول الملف إلى اَخره) ويقوم بتعليم الكلمات أو الجمل التي يجدها لتمييزها عن بقية كلمات وجمل النصوص.
- دعم أساليب متعددة لإزاحة الشيفرة المصدرية.
- دعم تخصيص ألوان الطباعة بالإضافة إلى دعم خاصية معاينة الملف قبل الطباعة.
- دعم تخصيص تركيبة أزرار المفاتيح لتنفيذ الوظائف مع الأخذ بعين الاعتبار لنوع الملف.
- دمج المترجمات (Compilers) مع المحرر وإظهار نتيجة الترجمة (Compilation).

## تاريخه
بتاريخ 7 أيلول من العام 2007 قرر المطور والمؤلف الأصلي للمحرر القيام ببيع المشروع بالكامل ويشمل ذلك الشيفرة المصدرية للمحرر، وحقوق الملكية الفكرية، والموقع بالإضافة إلى نطاق الإنترنت الخاص بالمشروع وفي شهر كانون الأول من نفس العام تم الإعلان عن بيع المشروع وتحويله إلى شركة. وفي شهر اَذار من العام 2009 تم اتخاذ القرار بفتح الشيفرة المصدرية للمحرر على العامة.